# 理光GR系列数码相机
理光GR系列数码相机是由理光生产的一系列的傻瓜相机，或者说是便携数码相机。“GR”这个称呼是理光GR系列胶卷相机之前使用过的。

## 系列分类

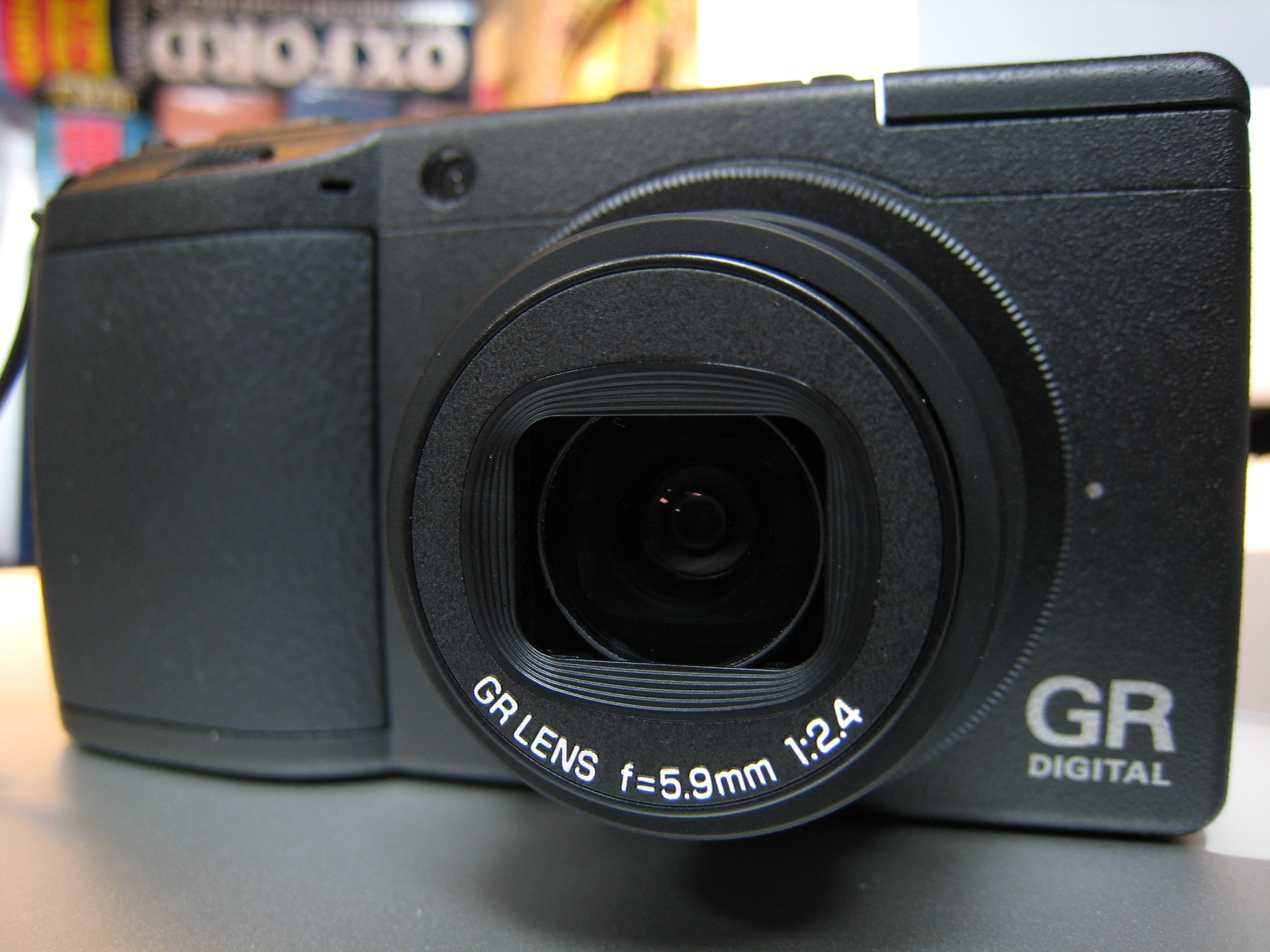
伸出镜头的理光GR Digital II

- GR Digital
  - 2005年9月对外发布
  - 镜头： 28 mm[n 1] f/2.4
  - 传感器尺寸： 1/1.8英寸
- GR Digital II[1]
  - 2007年10月对外发布
  - 镜头： 28 mm[n 1] f/2.4
  - 传感器尺寸： 1/1.75英寸
- GR Digital III[2]
  - 于2009年7月对外发布
  - 镜头： 28 mm[n 1] f/1.9
  - 传感器尺寸： 1/1.7英寸
- GR Digital IV[3]
  - 于2011年9月对外发布
  - 镜头： 28 mm[n 1] f/1.9
  - 传感器尺寸： 1/1.7英寸
  - “GR Digital”型号的最后一款产品；随后的产品都简称为“GR”
- GR
  - 于2013年4月对外发布
  - 镜头： 28 mm[n 1] f/2.8
  - 传感器尺寸： APS-C
- GR II[4]
  - 于2015年6月对外发布
  - 镜头： 28 mm[n 1] f/2.8
  - 传感器尺寸： APS-C
- GR III[5]
  - 于2018年9月对外发布
  - 镜头： 28 mm[n 1] f/2.8
  - 传感器尺寸： APS-C